# AWARD
『AWARD』は、WEST.の10周年を記念した初のベスト・アルバム。2024年3月13日にリリースされた。

## 概要
WEST.に改名後初のアルバム。初回盤A・初回盤B・通常盤の3形態で発売された。今回はグループ史上初めてそれぞれが3枚組仕様となっており、これまで発売されたシングル全30曲とアルバムリード曲がすべての形態に収録され、計50曲を収録（ボーナストラックは3つの形態でそれぞれ異なる）。
アルバムタイトルは、2023年10月25日リリースのトリプルAサイドシングル『絶体絶命/Beautiful/AS ONE』の発売後にファンクラブサイトで行われた楽曲投票「WEST.10th ANNIVERSARY AWARD」で密かに発表されていた。過去のアルバム作品同様、今回もタイトルには"W"が含まれているが、今回はアルバムロゴの"W"の文字の中にも、10周年を祝うように金色でローマ数字の“X”が隠されている。10周年で出すベスト・アルバムのために温めていたタイトルで、藤井流星が思いつき、他のメンバーも賛同して決定した。
「FICTION」は重岡大毅の主演映画『ある閉ざされた雪の山荘で』の主題歌。2023年10月19日に行われた映画のビギニングイベントで初公開された予告映像で情報が解禁され、その様子は池袋PARCOのオーロラビジョンでサプライズ生中継された。ピアノやストリングスが鳴り響くドラマティックなサウンド、切ないメロディーラインと疾走感あふれる楽曲に、〈どこからどこまで フィクション？〉と問いかける、嘘か誠かわからない、映画とリンクするような歌詞が散りばめられている。2024年1月10日にYouTubeでプレミア公開されたMVにもその世界観が落とし込まれており、カメラが動いてメンバーが映るたびに次々と人が入れ替わるトリックのような映像、時計やワイングラスなどをメンバーが手にする意味深なカットなど、フィクションとノンフィクションの境界線があいまいに表現されている。中間は劇中でマジックを披露しているが、不器用ゆえに撮影にはかなり苦戦したことをのちに明かしている。振り付けはs**t kingzのkazukiが担当しており、MVでは劇場の舞台で黒のロングコートでスタイリッシュに歌い踊る7人の姿も見ることができる。1月13日にツインメッセ静岡北館大展示場にて開催された『SDGs推進 TGC しずおか 2024 by TOKYO GIRLS COLLECTION』ではWEST.がシークレットアーティストとして出演し、本楽曲をイベント初披露した。
本作にはDISC1に華やかなパーティーチューンである「AWARD」、そしてDISC2にクールなダンスナンバーである「REWARD」と、2つの全く異なるテイストのリード曲が収録されており、WEST.公式YouTubeチャンネル「WESTube」にて、前者は2月4日22:00から、後者は翌2月5日の23:10からMVがそれぞれプレミア公開された。2曲のMVは同じ日に撮影されただけでなく、表裏一体の仕掛けが用意されており、例えば「AWARD」で中間がシャンパンを持って一瞬フラッシュが焚かれるシーンの時、「REWARD」の方では神山がカメラを構えてシャッターを押しているなど、2つの物語の繋がりを感じさせる瞬間が随所に盛り込まれ、同時再生すると全てが繋がって見えるようになっている。

## 特典

### 仕様・封入特典
初回盤A・Bに封入されているID①、通常盤に封入されているID②で視聴可能となる、デビュー日当日のWEST.10周年生配信トーク&ライブ「虹会」は、2024年4月23日の20:00より見逃し配信無しで配信された。
初回盤A・B
- スペシャルパッケージ仕様
- 52Pブックレット
- WEST. 10周年生配信トーク&ライブ「虹会」視聴シリアルコード①封入

通常盤
- 48Pブックレット
- WEST. 10周年生配信トーク＆ライブ「虹会」視聴シリアルコード②封入（初回プレスのみ）

### 店頭先着特典
- 初回盤A：AWARD ステッカーA[20]
- 初回盤B：AWARD ステッカーB[20]
- 通常盤：AWARD ステッカーC[20]

## 収録曲

### CD

#### DISC1
1. AWARD
作詞：Kanata Okajima、栗原暁（Jazzin' park） / 作曲：Kanata Okajima、久保田真悟（Jazzin' park）、栗原暁（Jazzin' park） / 編曲：久保田真（Jazzin' park）
  - DISC1のリード曲[9]
2. ええじゃないか
  - 1stシングル
3. ジパング・おおきに大作戦
  - 2ndシングル「ジパング・おおきに大作戦/夢を抱きしめて」の1曲目
4. 夢を抱きしめて
  - 2ndシングルの2曲目
5. ズンドコ パラダイス
  - 3rdシングル
6. バリ ハピ
  - 4thシングル
7. 逆転Winner
  - 5thシングル
8. 人生は素晴らしい
  - 6thシングル
9. おーさか☆愛・EYE・哀
  - 7thシングル「おーさか☆愛・EYE・哀/Ya! Hot! Hot!」の1曲目
10. Ya! Hot! Hot!
  - 7thシングルの2曲目
11. 僕ら今日も生きている
  - 8thシングル「僕ら今日も生きている/考えるな、燃えろ!!」の1曲目
12. 考えるな、燃えろ!!
  - 8thシングルの2曲目
13. プリンシパルの君へ
  - 9thシングル「プリンシパルの君へ/ドラゴンドッグ」の1曲目
14. ドラゴンドッグ
  - 9thシングルの2曲目
15. スタートダッシュ!
  - 10thシングル
16. ホメチギリスト
  - 11thシングル「ホメチギリスト/傷だらけの愛」の1曲目
17. 傷だらけの愛
  - 11thシングルの2曲目
18. アメノチハレ
  - 12thシングル

#### DISC2
1から16は全形態共通。17曲目に形態ごとにそれぞれ異なるボーナストラックを収録。
1. REWARD
作詞：TAKA3 / 作曲：TAKA3、芳賀政哉 / 編曲：芳賀政哉　
  - DISC2のリード曲[9]
2. Big Shot!!
  - 13thシングル
3. 証拠
  - 14thシングル
4. 週刊うまくいく曜日
  - 15thシングル
5. サムシング・ニュー
  - 16thシングル
6. でっかい愛
  - 17thシングル「でっかい愛/喜努愛楽」の1曲目
7. 喜努愛楽
  - 17thシングルの2曲目
8. 黎明
  - 18thシングル「黎明/進むしかねぇ」の1曲目
9. 進むしかねぇ
  - 18thシングルの2曲目
10. 星の雨
  - 19thシングル
11. しあわせの花
  - 20thシングル
12. 絶体絶命
  - 21stシングル「絶体絶命/Beautiful/AS ONE」の1曲目
13. Beautiful
  - 21stシングルの2曲目
14. AS ONE
  - 21stシングルの3曲目
  - テレビ東京系 TVアニメ『キャプテン翼シーズン2 ジュニアユース編』オープニングテーマ
15. ファンタジスタ
作詞・作曲・編曲：今井了介、栗原暁（Jazzin' park）、久保田真悟（Jazzin' park）
  - テレビ東京系 TVアニメ『キャプテン翼シーズン2 ジュニアユース編』第2クールオープニングテーマ[21]
16. FICTION
作詞：中村瑛彦、栗原暁（Jazzin' park） / 作曲：中村瑛彦、久保田真悟（Jazzin' park）、栗原暁（Jazzin' park） / 編曲：久保田真悟（Jazzin' park）、中村瑛彦
  - 重岡大毅主演 映画『ある閉ざされた雪の山荘で』主題歌[12]
17. あかさたなららら ※初回盤Aボーナストラック
作詞・作曲：重岡大毅 / 編曲：生田真心
18. あなたへ ※初回盤Bボーナストラック
作詞・作曲：神山智洋 / 編曲：久保田真悟（Jazzin'park）、神山智洋
ポップなロックナンバー。神山は作詞作曲だけでなく、演奏と編曲にも携わっている[9]。
19. あじわい ※通常盤ボーナストラック
作詞・作曲：橋口洋平（wacci） / 編曲：因幡始（wacci）
  - 濵田崇裕出演 テレビ東京系 ドラマNEXT『パティスリーMON』エンディングテーマ[22]

#### DISC3（通常盤のみ）
〈10th ANNIVERSARY AWARD -投票結果-〉
1. アンジョーヤリーナ
  - 12thシングル初回盤Aカップリング
  - THE GREATEST WEST. SONG No.1

2. 間違っちゃいない。
  - 14thシングル初回盤Bカップリング
  - THE GREATEST WEST. SONG No.2 & WEST.的最強歌詞ソ ング

3. ムーンライト
  - 16thシングル通常盤カップリング
  - THE GREATEST WEST. SONG No.3

4. 何万回だって「君が好き」
  - 8thシングル通常盤カップリング
  - WEST.的最強 ラブソング

5. DOKODA
  - 7thアルバム『rainboW』収録曲
  - WEST.的最強トンチキソング

6. YSSB
  - 5thアルバム『WESTV!』収録曲
  - WEST.的最強カッコよソング

7. セラヴィ
  - 8thアルバム『Mixed Juice』初回盤Aボーナストラック
  - MOST "MV-Wanted" SONG

〈MEMBER'S SELECTION〉
1. ボクら
  - 3rdアルバム『なうぇすと』収録曲
  - SHIGEOKA's Pick

2. オレとオマエと時々チェイサー
  - 18thシングル初回盤Bカップリング
  - KIRIYAMA's Pick

3. 革新論理
  - 7thアルバム初回盤Aボーナストラック
  - NAKAMA's Pick

4. シルエット
  - 6thシングル初回盤Bカップリング
  - KAMIYAMA's Pick

5. 真夜中のLION
  - 17thシングル初回盤Aカップリング
  - FUJII's Pick

6. 僕らの理由
  - 16thシングル初回盤Aカップリング
  - HAMADA's Pick

7. ANS
  - 14thシングル初回盤Bカップリング
  - KOTAKI's Pick

8. We are WEST!!!!!!!（10th Anniversary Version）
作詞・作曲：神山智洋 / 編曲：ha-j、神山智洋
  - 5thアルバム収録曲。

10周年記念バージョンとして新録・リアレンジされている。

### Blu-ray/DVD

#### 初回盤A
約98分収録。
- 「AWARD」「REWARD」Music Video, Making
- 「FICTION」Music Video, Making, Music Video -Dance Ver.-
- 「セラヴィ」Music Video, Making

#### 初回盤B
約52分収録。
- SUMMER SONIC 2023 -LIVE & Documentary- 
  1. OVERTURE
  2. ええじゃないか
  3. ズンドコパラダイス
  4. WEST NIGHT
  5. 週刊うまくいく曜日
  6. しあわせの花
  7. サムシング・ニュー
  8. ANS
  9. 僕らの理由
  10. ムーンライト
  11. 証拠

## チャート成績
オリコンでは初週23.4万枚を売り上げ、3月25日付「オリコン週間アルバムランキング」で初登場1位となり、5作連続・通算9作目の首位を獲得した。Billboard JAPANでもこれまでの初週売上で最高だった『rainboW』の216,116枚を大きく超える241,176枚を記録し、"Top Albums Sales"および"Hot Albums"でともに首位を獲得した。